# Solitude (Stadion)
Solitude ist ein Stadion in Belfast, Nordirland und dient dem Cliftonville FC als Heimstätte. Während des Um- und Neubaus der Tribüne auf der Ostseite der Solitude trug Cliftonville seine Heimspiele zwischen Juni und Ende Oktober 2008 vorübergehend auf dem Gelände des Donegal Celtic FC in West-Belfast aus. Die Wiedereröffnung der Solitude erfolgte am 27. Oktober 2008 mit der Ligabegegnung des Cliftonville FC gegen den Linfield FC und wurde live im Fernsehen (Sky Sports) übertragen.

## Geschichte
Im Jahr 1890 entschieden die Verantwortlichen des Cliftonville FC, aufgrund der Gründung der Irish Football League ein eigenes Stadion zu bauen. Vorher hatte der Klub auf einem Platz des Cliftonville Cricket Club gespielt. Als Standort wurde eine Wiese jenseits der Cliftonville Road gewählt. In den 1890er und 1900er Jahren diente das Stadion zusätzlich der gesamtirischen Nationalmannschaft als Austragungsort ihrer Heimspiele.

## Das Stadion

### The Whitehouse
In der südöstlichen Ecke der Solitude befindet sich das sogenannte Whitehouse, das einen Teil der Vereinsräumlichkeiten sowie einen Balkon mit Blick auf das Spielfeld umfasst.

### Die Südseite
Die derzeitige Haupttribüne befindet sich auf der Südseite und wurde in den 1950er-Jahren gebaut. Anfangs bestand die Tribüne aus mehreren Bankreihen, ehe Mitte der 1990er-Jahre Klappsitze angebracht wurden. Nach Öffnung der neuen Tribüne wird der Zugang zur Haupttribüne aus Sicherheitsgründen gesperrt und harrt seither der weiteren Sanierung. Von der Sperre ausgenommen bleibt jedoch der bei den Fans als Treffpunkt beliebte „Cliftonville Social Club“ im Inneren sowie die Stehplätze direkt unterhalb der Tribüne.

### Die Ostseite
Die ostwärts gelegene Tribüne wurde zwischen Juni und Oktober 2008 komplett erneuert und am 27. Oktober 2008 mit der Ligabegegnung gegen den Linfield FC seiner Bestimmung übergeben. Die offizielle Eröffnung durch den nordirischen Sportminister Nelson McCausland erfolgte indes erst ein Jahr später am 13. Oktober 2009 anlässlich eines Freundschaftsspiels gegen Glasgow Celtic. Mit der neuen Tribüne, die unter anderem auch die Mannschaftskabinen beherbergt, verfügt der Verein neben einer modernen Trainingsausstattung nunmehr auch über weitaus geräumigere Vereinsräumlichkeiten als zuvor.
An der Stelle der heutigen Tribüne befand sich zuvor der sogenannte Cage (Käfig), eine komplett überdachte und vom Spielfeld durch einen hohen Zaun getrennte Tribüne, die ausschließlich aus Stehplätzen bestand. Von hier aus feuerte die Red Army, wie die Fans des Cliftonville FC auch genannt werden, seit 1970 ihr Team an. Das letzte Spiel vor dem Umbau gewann Cliftonville mit 2:1 gegen die Dungannon Swifts.

### Die Nordseite
Auf der nördlichen Längsseite der Solitude befanden sich bis zu einem Brand in den 1970er Jahren ebenfalls Stehplätze.

### Die Westseite
Die Westseite wird wegen einer einst dahinter liegenden Bowlingbahn gelegentlich auch The Bowling Green genannt und dient als Tribüne für die Auswärtsfans. Ursprünglich nur mit Stehplätzen ausgestattet, befinden sich seit dem Umbau 2001 rund 850 Sitzplätze. Dieser Block gilt seither als eine der modernsten Gästetribünen der ganzen Liga.

## Sonstiges
- Im Solitude wurde der erste Strafstoß im internationalen Fußball ge- und verschossen.
- Am 3. März 1894 gewann hier die irische Nationalmannschaft zum ersten Mal im dreizehnten Spiel gegen die Auswahl Englands.